# 스에촌 (가가와현)
스에촌(일본어: 陶村)은 일본 가가와현 아야우타군에 있던 촌이다.

## 역사
- 1890년 2월 15일 - 정촌제 시행에 수반해 아야군 스에촌이 성립하였다.
- 1899년 4월 1일 - 아야군, 우타리군이 합병해 아야우타군이 되었다.
- 1954년 4월 1일 - 다키노미야촌, 쇼와촌, 하유카촌과 신설합병해 료난정이 되어 소멸하였다.

## 참고 문헌
- 角川日本地名大辞典編纂委員会, 『角川日本地名大辞典 43 香川県』, 1985, 角川書店
- 四国新聞社 編『香川年鑑』 昭和29年、四国新聞社、高松市、1953年10月20日。doi:10.11501/2940066。 NCID BB10788678。OCLC 673819408。